# Lesznowola (gmina)

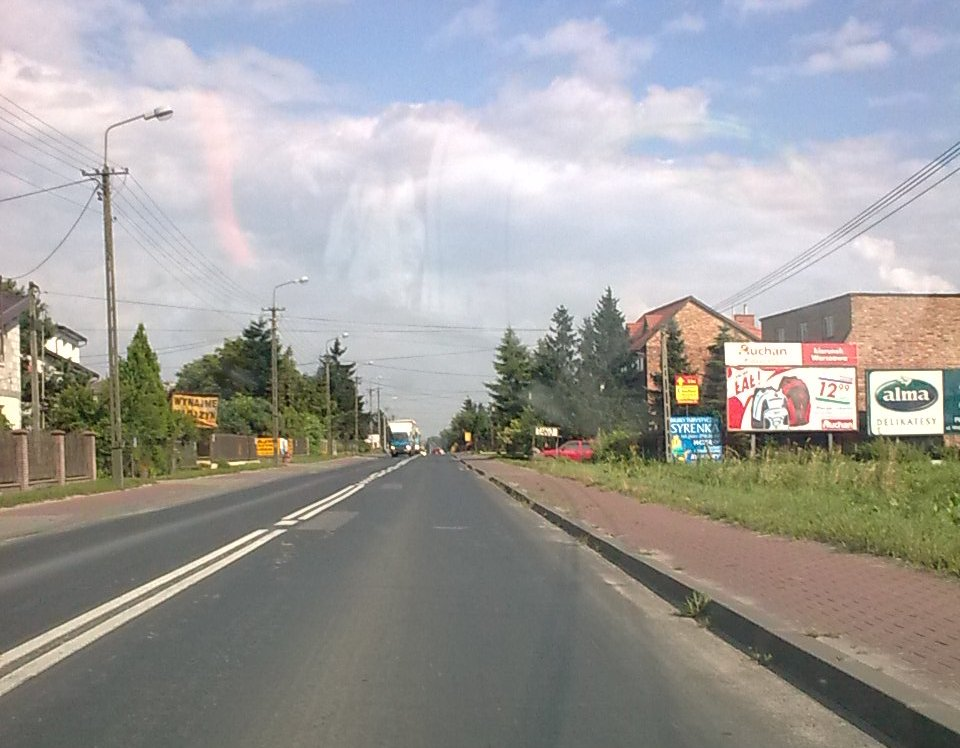
Lesznowola

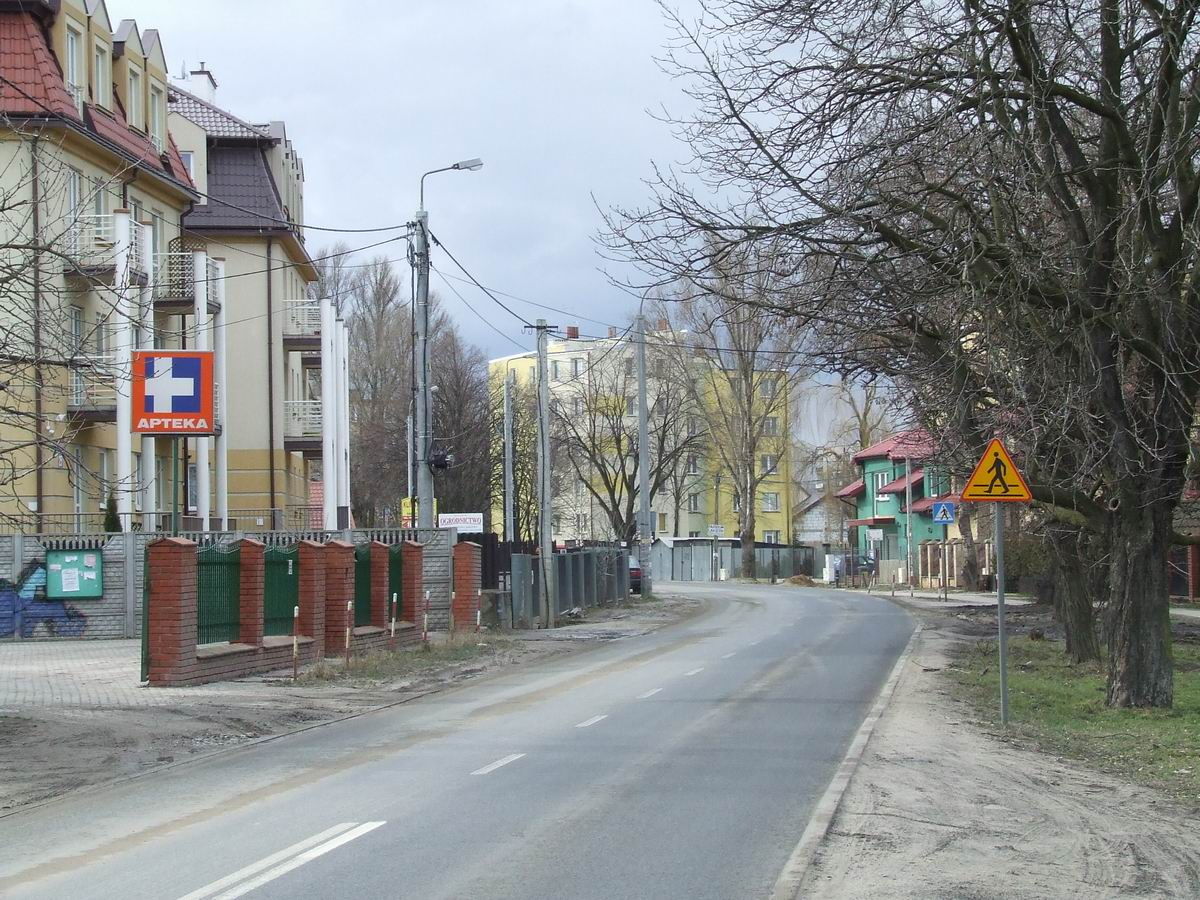
Mysiadło

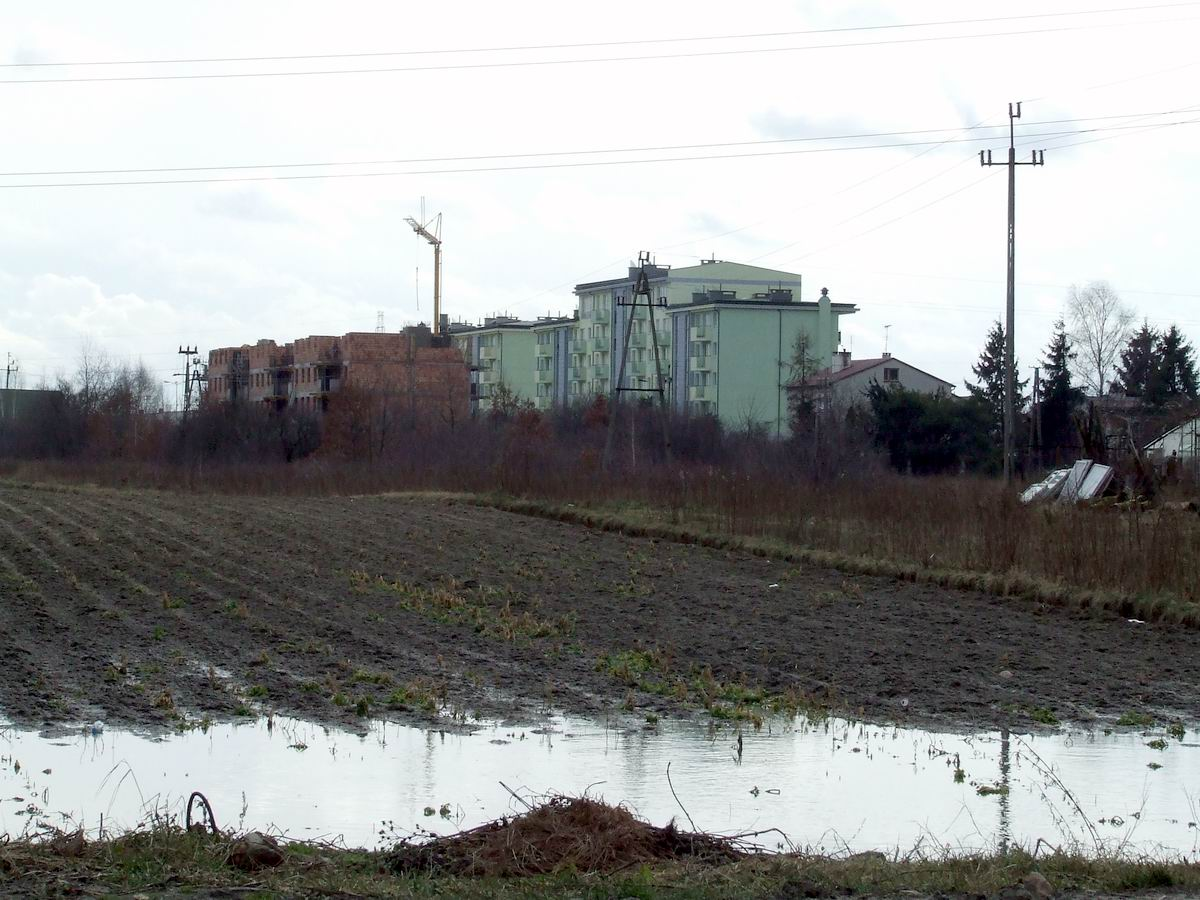
Nowa Iwiczna

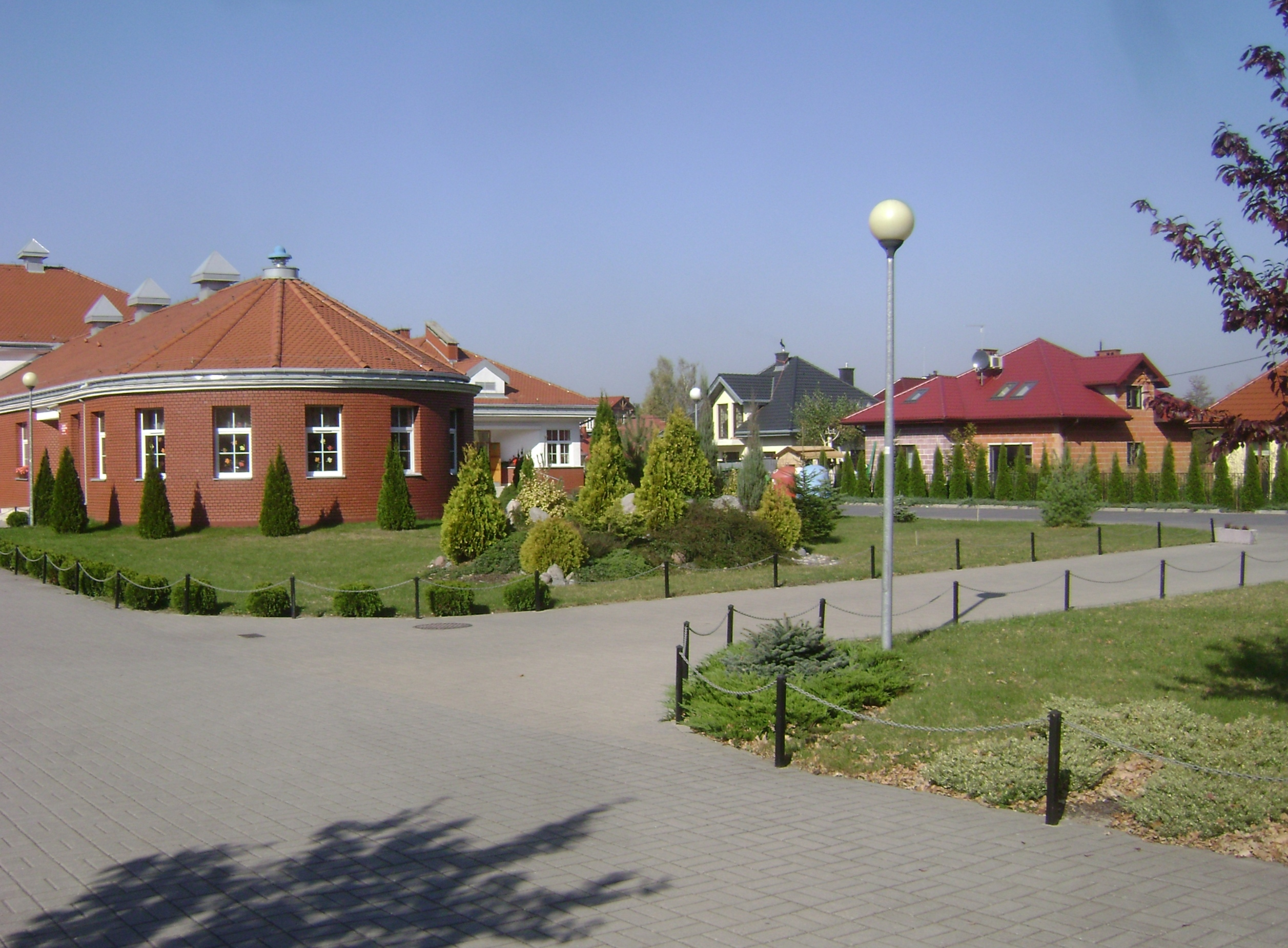
Łazy

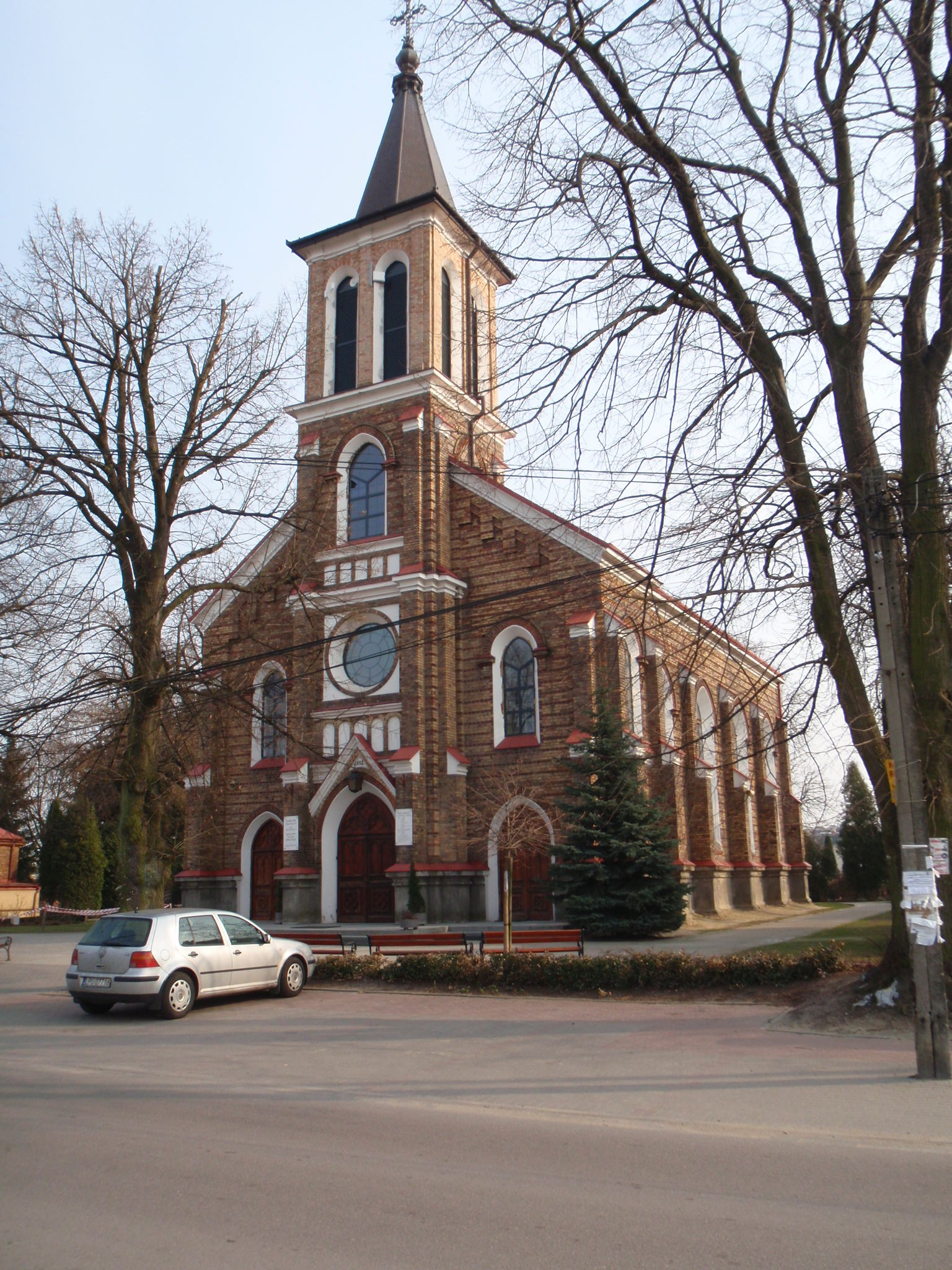
Stara Iwiczna

Lesznowola – gmina wiejska w województwie mazowieckim, w powiecie piaseczyńskim. W latach 1975–1998 gmina położona była w województwie warszawskim.
Siedziba gminy to Lesznowola.
Według danych z 31 grudnia 2009 gminę zamieszkiwały 18 002 osoby.

## Struktura powierzchni
Według danych z roku 2005 gmina Lesznowola ma obszar 69,17 km², w tym:
- użytki rolne: 74%
- użytki leśne: 13%

Gmina stanowi 13,65% powierzchni powiatu.

## Infrastruktura
System zaopatrzenia w wodę gminy Lesznowola oparty jest na siedmiu stacjach ujmowania i uzdatniania
wody z czwartorzędowego poziomu wodonośnego.

Sieć kanalizacji sanitarnej w gminie odprowadza ścieki do 4 oczyszczalni, z których 3 znajdują się na terenie gminy: Kosów, Łazy, Zamienie.

## Infrastruktura społeczna

### Oświata
W gminie funkcjonują trzy zespoły szkół:
- Zespół Szkół Publicznych w Lesznowoli – szkoła podstawowa, gimnazjum i przedszkole
- Zespół Szkół w Nowej Iwicznej – szkoła podstawowa i gimnazjum,
- Zespół Szkół w Mrokowie – szkoła podstawowa i gimnazjum,

pięć przedszkoli publicznych: w Mysiadle, Lesznowoli, Jastrzębcu, Kosowie i Zamieniu, oraz szkoła podstawowa w Łazach.
Na terenie gminy działają świetlice Towarzystwa Przyjaciół Dzieci oraz świetlice środowiskowe.

### Kultura
Funkcje kulturalne w gminie pełnią następujące placówki kulturalne:
- Gminny Ośrodek Kultury z siedzibą w Lesznowoli i 3 punktami filialnymi – świetlicami: w Łazach, Wólce Kosowskiej, Władysławowie,
- Biblioteka w Lesznowoli z filiami w Mysiadle, Mrokowie, Magdalence i Łazach[7].

### Sport
Popularyzację kultury fizycznej od kwietnia 2003 r. realizuje Zespół Obsługi Placówek Oświatowych.
Zajęcia sportowe odbywają się w szkolnych obiektach sportowych w: 
- Lesznowoli na stadionie przy ZSP (bieżnia czterotorowa, dł. 300m, boiska do gry w piłkę nożną, kortu tenisowego, zespół boisk wielofunkcyjnych (koszykówka, siatkówka) oraz tor łuczniczy z systemem strzałochwytów),
- Mrokowie,
- Nowej Iwicznej,
- Łazach (hala sportowa, boisko do piłki nożnej oraz 2 korty tenisowe).

W gminie działa Ludowy Uczniowski Klub Sportowy SET oraz Uczniowski Klub Sportowy Walka Kosów.

## Media Lokalne
- powiat-piaseczynski.info - serwis informacyjny dla mieszkańców Powiatu Piaseczyńskiego,
- iTV Piaseczno - niezależna piaseczyńska telewizja internetowa.

## Demografia

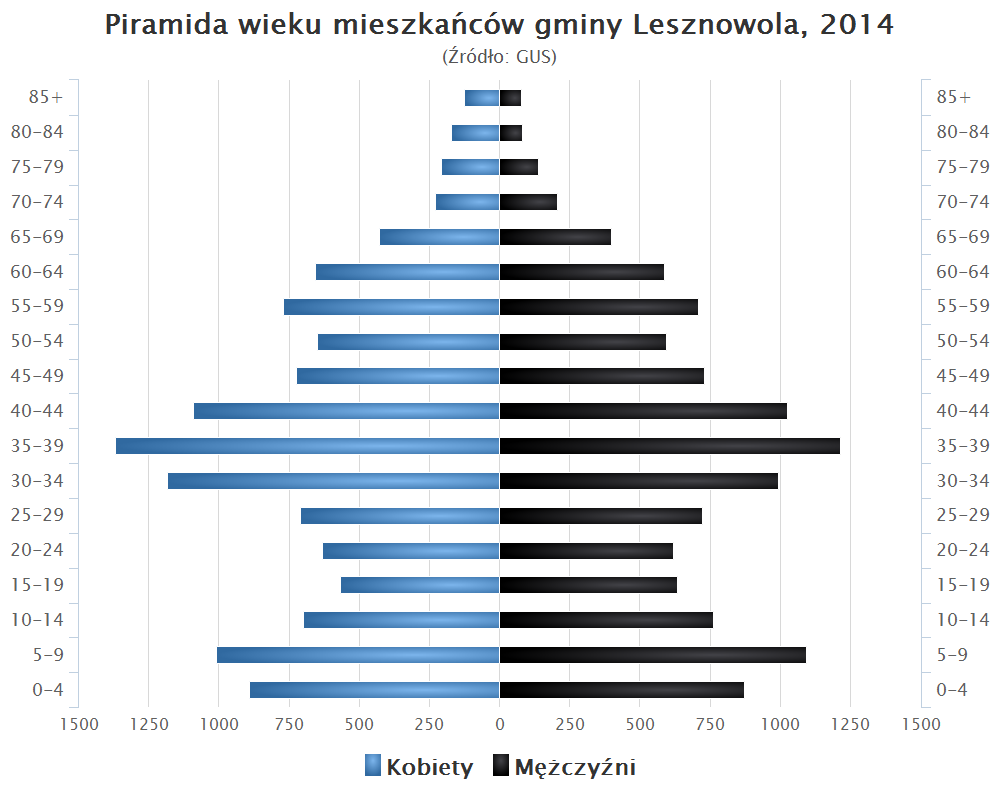
Piramida wieku mieszkańców gminy Lesznowola w 2014 roku

Dane z 30 czerwca 2004:
| Opis                              | Ogółem | Ogółem | Kobiety | Kobiety | Mężczyźni | Mężczyźni |
| --------------------------------- | ------ | ------ | ------- | ------- | --------- | --------- |
| jednostka                         | osób   | %      | osób    | %       | osób      | %         |
| populacja                         | 15 239 | 100    | 7794    | 51,1    | 7445      | 48,9      |
| gęstość zaludnienia (mieszk./km²) | 220,3  | 220,3  | 112,7   | 112,7   | 107,6     | 107,6     |

## Sołectwa
Garbatka (Garbatka, Jastrzębiec), Jabłonowo, Janczewice, Jazgarzewszczyzna (Jazgarzewszczyzna, Łoziska), Lesznowola (Lesznowola, Kolonia Lesznowola), Łazy (sołectwa: Łazy i Łazy II), Magdalenka, Marysin, Mroków (Mroków, Stachowo, Kolonia Mrokowska), Mysiadło, Nowa Wola, Nowa Iwiczna, Podolszyn, Stara Iwiczna, Stefanowo, Wilcza Góra, Władysławów, Wola Mrokowska (Wola Mrokowska, Warszawianka), Wólka Kosowska (Wólka Kosowska, Kosów), Zamienie, Zgorzała.

## Sąsiednie gminy
Nadarzyn, Piaseczno, Raszyn, Tarczyn, m.st. Warszawa